# Монсон, Томас Спенсер
Томас Спенсер Монсон (англ. Thomas Spencer Monson; 21 августа 1927, Солт-Лейк-Сити, Юта, США — 2 января 2018, там же) — американский религиозный лидер и автор, а также 16-й президент Церкви Иисуса Христа Святых последних дней. Члены церкви считают президента Монсона пророком, провидцем и носителем откровений Божьей воли на Земле. Типограф по профессии, Монсон провёл бо́льшую часть своей жизни в разных церковных призваниях как лидер и в общественном служении.
Монсон был посвящён в апостолы в 36-летнем возрасте, служил в первом президентстве при трёх президентах и стал президентом кворума двенадцати апостолов 12 марта 1995 года. Затем он стал президентом церкви, сменив на этой должности Гордона Хинкли 3 февраля 2008 года.
Он был назначен Рональдом Рейганом на пост в Президентском совете по частной деятельности. Монсон также получил награду «Серебряный буйвол» от организации «Бойскауты Америки», а также награду «Бронзовый волк» от Всемирной организации скаутского движения. Они являются высшими наградами этих организаций.
Четырежды почётный доктор наук. Служил как председатель Попечительского совета системы церковного образования. Служил во флоте.

## Биография
Монсон родился в Солт-Лейк-Сити, штат Юта. Его родители — Спенсер Монсон (1901—1979) и Глэдис Конди (1902—1973). Второй из шести детей, он вырос в дружной семье — многие из родственников матери жили на той же самой улице, на которой жил Монсон. Их большая семья, включающая родственников матери, часто путешествовала вместе. В этом районе города также было тоже несколько жителей мексиканского происхождения. В этой окружающей среде, Монсон развивал свою любовь к мексиканскому народу. Монсон часто ночевал у родственников на ферме в городе Грейнджер (теперь часть города Уэст Валли Сити), и будучи подростком, Монсон принял работу в полиграфии, которой заведовал отец Монсона.
C 1940 по 1944 год Монсон учился в старшей школе «West High School» в Солт-Лейк-Сити. Осенью 1944 он поступил в университет штата Юта. Примерно в это время он познакомился со своей будущей женой, Фрэнсис, семья которой происходила из более высокого социального класса на восточной стороне города. Её отец, Франц Джонсон, с самого начала чувствовал связь, поскольку двоюродный дедушка Монсона крестил его в церкви СПД в Швеции.
В 1945 году в возрасте 17 лет Монсон был зачислен в резерв ВМС США и собирался участвовать во Второй мировой войне на Тихоокеанском фронте. Он был послан в Сан-Диего, штат Калифорния, но его не послали за границу до окончания войны. Его срок службы длился шесть месяцев после окончания войны, и после завершения службы он вернулся в университет штата Юта. Монсон закончил его с отличием в 1948 году со степенью бакалавра в области управления бизнесом. В молодости Монсон не служил на миссии полного дня. 7 октября 1948, в возрасте 21 года, в храме в Солт-Лейк-Сити он женился на Фрэнсис Беверли Джонсон. У пары родилось трое детей: Томас Ли, Энн Фрэнсис и Кларк Спенсер. Фрэнсис Джонсон умерла 17 мая 2013 года.
После колледжа Монсон вернулся в военно-морские резервные части с целью стать офицером. Вскоре после того, как он получил письмо, утверждающее его на офицерский чин, его епископ призвал его служить в качестве советника при епископе. Из-за того, что собрания по делам епископства проводились в те часы, когда Монсон должен был быть на службе, он не мог остаться в военно-морских силах. После разговора с апостолом Гарольд Б. Ли (его бывшим президентом кола) Монсон отказался от офицерского чина и подал заявление на демобилизацию. Военно-морские силы дали ему демобилизацию в последней группе, которую оформили до Корейской войны. Через полгода Ли рукоположил его епископом и в благословении он упомянул, что Монсон скорее всего не получил бы того призвания, если бы остался в ВМС.
Монсон преподавал некоторое время в университете штата Юта и потом начал карьеру в издательском деле. Его первым местом работы была газета Дезерет Ньюс, где он стал администратором по рекламе. Он присоединился к рекламному бизнесу Корпорации агентства газет, когда она была основана в 1952 году. Монсон позже перевёлся в Дезерет Ньюс Пресс, где он начал работать заведующим отделом сбыта и со временем стал общим заведующим. Пока он работал в Дезерет Ньюс Пресс Монсон помог опубликовать книгу «Чудно и дивно», написанную ЛеГрандом Ричардсом. Он также работал с Гордоном Б. Хинкли, представителем издательств церкви, с которым он позже служил в Первом Президентстве.

## Ранняя зрелость и местное руководство церкви
7 мая 1950 года Монсон стал епископом СПД в возрасте 22 лет. Он ранее служил клерком прихода, приходским начальником ассоциации взаимного развития молодых мужчин и в качестве советника в епископстве. В то время приход Монсона в Солт-Лейк-Сити составлял более 1 000 человек, в том числе 85 вдов, которых он посещал регулярно. Он продолжал свои визиты к этим вдовам после того, как он был освобождён после пяти лет службы. Он приносил им подарки во время Рождественских праздников, включая домашних птиц, которых он вырастил сам. Позже Монсон выступил на похоронах каждой из этих женщин.
В возрасте 27 лет Монсон стал советником президента кола в Солт-Лейк-Сити и президентом миссии в возрасте 31 года. Как президент миссии, он председательствовал в канадской миссии Церкви СПД с 1959 по 1962 год, наблюдая за церковными миссионерами, которые были не намного моложе, чем он. Канадская миссия состояла из Онтарио и Квебека. Под руководством Монсона, миссионерская работа началась среди франкоязычного населения Квебека.
По возвращении в штат Юта, после миссии в Канаде, Монсон продолжал свою работу в Дезерет Ньюс до тех пор, как он был призван в качестве апостола в 1963 году в возрасте 36 лет — он был самым младшим апостолом в церкви с тех пор, когда Джозеф Филдинг Смит стал апостолом в 1910 году в возрасте 33 лет. До того как он был призван апостолом, Монсон занимал некоторые позиции в церковных комитетах, включая Комитета домашнего учительства священства.

## Апостольское служение
Как апостол церкви СПД, Монсон работал во многих качествах по всему миру. Опираясь на свой опыт в бизнесе, он помогал осуществлять надзор за многими принадлежащими церкви предприятиями, включая КСЛ-Ньюз и Бонневиль Интернешнл. В 70-е годы он был председателем Комитета по изданию священных писаний, который осуществлял надзор за опубликованием Библии Короля Иакова в сопровождении вспомогательных материалов Церкви СПД и редактировал издания священных писаний Церкви СПД, содержащие ссылки и указатели. Он также курировал работу церковного Консультационного совета по делам печати, Исполнительного комитета миссионеров и Комитета всеобщего благосостояния. Будучи апостолом, он продолжал своё образование и получил диплом магистра управления бизнесом от Университета имени Бригама Янга в 1974 году.
Монсон также руководил церковными проектами в Восточной Европе и участвовал в работе, благодаря которой церковь получила доступ к её членам, проживавшим в социалистическом блоке. В 1982 году он организовал первый кол в Восточной Германии и сыграл важную роль в получении разрешения построить храм в городе Фрайберг, ГДР, в 1985 году.
Монсон был также членом Национального исполнительного совета бойскаутов Америки, начиная с 1969 года. 1 по 1977 год он входил в состав Совета высшего образования штата Юта и Совет регентов штата Юта.

## Первое президентство
После смерти президента церкви Кимбалла в 1985 году новоизбранный президент церкви Эзра Тафт Бенсон назначил Монсона и Гордона Б. Хинкли в качестве своего второго и первого советников соответственно. В возрасте 58 лет Монсон стал самым молодым членом Первого президентства с тех пор, как 57-летний Антон Х. Лунд служил в 1901 году.
Монсон и Хинкли также служили в качестве советников у Говарда У. Хантера, преемника Бенсона. Когда Хинкли сменил Хантера в 1995 году, Монсон стал его первым советником. Он служил им до самой смерти Хинкли 27 января 2008 года. Второй по старшинству среди апостолов (за Хинкли), Монсон также одновременно занимал пост президента Кворума двенадцати апостолов. (Бойд К. Пэкер служил в качестве исполняющего обязанности президента.)

## Президент церкви
Президент Монсон стал 16-м президентом Церкви Иисуса Христа СПД 3 февраля 2008 года после президента Гордона Б. Хинкли, который умер тремя днями раньше. Монсон избрал Генри Б. Айринга и Дитера Ф. Ухтдорфа как первого и второго советников, соответственно. Когда Монсон родился, насчитывалось менее 650000 членов церкви и большинство их находилось на западе США. Когда он стал президентом церкви, по всему миру насчитывалось более 13 миллионов членов церкви, и большинство их жило вне США и Канады. К октябрю 2008 года Монсон объявил о строительстве 13 новых храмов.
Он со своими советниками в Первом президентстве встретился с президентом Джорджем Бушем-младшим во время его визита в Солт-Лейк-Сити. Позже он с апостолом Далином Х. Оуксом встретился с сенатором Гарри Ридом и президентом Бараком Обамой в Овальном кабинете и подарил президенту пять томов личных семейных записей.

## Посвящение храмов
В бытность свою президентом церкви, Монсон посвятил больше девяти храмов церкви СПД: храм в Рексбурге, штат Айдахо, 10 февраля 2008; храм в Куритибе, Бразилия, 1 июня 2008; храм в городе Панама, Панама, 10 августа 2008; храм в Твин-Фоллсе, штат Айдахо, 24 августа 2008; храм в Мехико, Мексика (повторное посвящение), 16 ноября 2008; храм в Дрэйпере, штат Юта, 20 мая 2009; храм в горах Окер, штат Юта, 21 августа 2009; храм в Ванкувере, Британская Колумбия, 2 мая 2010; храм в Гила-Вэлли, штат Аризона, 23 мая 2010; храм в Себу, Филиппины 13 июня 2010; и храм в Киеве, Украина, 29 августа 2010.
Будучи советником в первом президентстве, Монсон посвятил семь церковных храмов; в 1986 году он посвятил храм в Буэнос-Айресе, Аргентина и шесть в 2000 году: храм в Луисвилле, штат Кентукки, храм в Рено, штат Невада, храм в Тампико, Мексика, храм в Виллахермосе, Мексика, храм в Мериде, Мексика, и храм в Веракрусе, Мексика. Монсон также присутствовал на посвящении множества других церковных храмов в бытность свою членом кворума двенадцати апостолов и Первого президентства.

## Добровольческое служение
Томас Монсон продолжает участвовать в местных и гражданских делах. Он бывший президент Печатной промышленности штата Юта и бывший представитель Печатной промышленности Америки. В юности он был скаутом, и среди его должностей были советник по наградам, член канадского комитета церкви Иисуса Христа Святых последних дней по движению скаутов, капеллан на слёт канадских бойскаутов, член общего комитета скаутов ЦИХСПД в течение десяти лет. Он сторонник программ, которые дают нуждающимся пищу, и с 1969 года он служил в качестве представителя национального комитета по движению скаутов. Он представил движение скаутов как делегат на Мировой конференции в Токио, Найроби, и Копенгагене.
Он служил в качестве члена правления регентов. В декабре 1981 года президент США, Рональд Рейган назначил Монсона в президентский совету по частной деятельности. Он был в этом совете, пока работа не закончилась в декабре 1982 года.

## Смерть
Томас Монсон умер от естественных причин 2 января 2018 года в Солт-Лейк-Сити.

## Награды
Монсон получил различные награды, связанные с его добровольной работой и вкладом в сфере образования. В 1966 г. Монсон был признан выдающимся выпускником университета штата Юта. Его первая почётная степень, звание почётного доктора права, была присвоена ему в апреле 1981 в университете Бригама Янга. За своё служение движению скаутов и обществу Монсон получил награду «Серебряный бобр» (1971) от движения бойскаутов Америки, а также награду «Серебряный буйвол» (1978), которая является высшей наградой бойскаутов США. Монсон также получил «Бронзового волка», единственную награду, присуждаемую Всемирной организацией скаутского движения. В памятной надписи, сопровождавшей эту награду, сказано: «В своей деятельности во всём мире в качестве лидера (СПД Церкви), президент Монсон неустанно работал, чтобы добиться продвижения организации скаутов во многих странах». Он работал в тесном сотрудничестве со Всемирной организацией скаутского движения, чтобы найти пути для укрепления связей между церковью и национальной ассоциацией скаутов.